# شهرستان آنیوان
شهرستان آنیوان (به لاتین: Anyuan County) یک شهرستان جمهوری خلق در چین است که در گانژوو واقع شده‌است. شهرستان آنیوان ۲٬۳۷۴٫۵۹ کیلومتر مربع مساحت و ۳۸۲٬۸۵۵ نفر جمعیت دارد.